# Línea G2 (TUVISA)
La línea G2 de TUVISA de Vitoria une el centro de la Ciudad con el barrio de Adurza y Salburua.

## Características
Esta línea conecta el Centro de Vitoria con el Barrio de Adurza, el de Arkaiate y el de Salburua, las noches de los viernes, los sábados y la de las vísperas de los festivos.
La línea entró en funcionamiento a finales de octubre de 2009, como todas las demás líneas de TUVISA, cuándo el mapa de transporte urbano en la ciudad fue modificado completamente. En octubre de 2013 sufrió un cambio en la parte final de su recorrido. En julio de 2014, la línea modificó de nuevo su recorrido final, para dar un servicio más completo al barrio de Salburua.

### Frecuencias
| noche viernes                        |        |
| de 23:00 a 06:00                     | 60 min |
| Sin servicio a las 03:00             |        |
| noche sábados y vísperas de festivos |        |
| de 24:00 a 07:00                     | 60 min |
| Sin servicio a las 03:00             |        |

## Recorrido
La Línea comienza su recorrido en la Calle Jesús Guridi, desde donde se dirige hacia la Calle Rioja y la Calle Manuel Iradier. Desde este punto, coge el Puente de San Cristóbal, y entra en la Calle Comandante Izarduy, dónde gira a la izquierda para entrar al Paseo de la Zumaquera. Después accede a Venta la Estrella. Da una vuelta a la Plaza Guillermo Elio Molinuevo, para acabar accediendo a la Calle Antonio Amat Maiz. Después recorre Paseo de La Ilíada hasta la rotonda con la Calle Gabriel Martínez Aragón, dónde vuelve por el mismo Paseo hasta Bulevar de Salburua. Por esta última vía circula hasta acceder a la Avenida Juan Carlos I, desde donde accede a la Calle Madrid, Calle Aragón y Jacinto Benavente. Gira a la derecha por la Calle Florida y de nuevo a la derecha por la Calle de Los Herrán, dónde gira a la izquierda y retorna al punto inicial de la Calle Jesús Guridi.

## Paradas
| KBHFa |

| HST |

| STRo |

| HST |

| HST |

| HST |

| HST |

| HST |

| HST |

| HST |

| SBRÜCKE |

| HST |

| HST |

| HST |

| HST |

| HST |

| HST |

| HST |

| HST |

| HST |

| SBRÜCKE |

| SBRÜCKE |

| HST |

| HST |

| HST |

| HST |

| KBHFe |

| KBHFa |

| HST |

| STRo |

| HST |

| HST |

| HST |

| HST |

| HST |

| HST |

| HST |

| SBRÜCKE |

| HST |

| HST |

| HST |

| HST |

| HST |

| HST |

| HST |

| HST |

| HST |

| SBRÜCKE |

| SBRÜCKE |

| HST |

| HST |

| HST |

| HST |

| KBHFe |

| KBHFa |

| HST |

| STRo |

| HST |

| HST |

| HST |

| HST |

| HST |

| HST |

| HST |

| SBRÜCKE |

| HST |

| HST |

| HST |

| HST |

| HST |

| HST |

| HST |

| HST |

| HST |

| SBRÜCKE |

| SBRÜCKE |

| HST |

| HST |

| HST |

| HST |

| KBHFe |

| KBHFa |

| HST |

| STRo |

| HST |

| HST |

| HST |

| HST |

| HST |

| HST |

| HST |

| SBRÜCKE |

| HST |

| HST |

| HST |

| HST |

| HST |

| HST |

| HST |

| HST |

| HST |

| SBRÜCKE |

| SBRÜCKE |

| HST |

| HST |

| HST |

| HST |

| KBHFe |